# 陈瀛洲
陈瀛洲（1868年？—？），字海峰，号晓帆，奉天省铁岭县人，原籍临榆，清朝及中华民国政治人物。

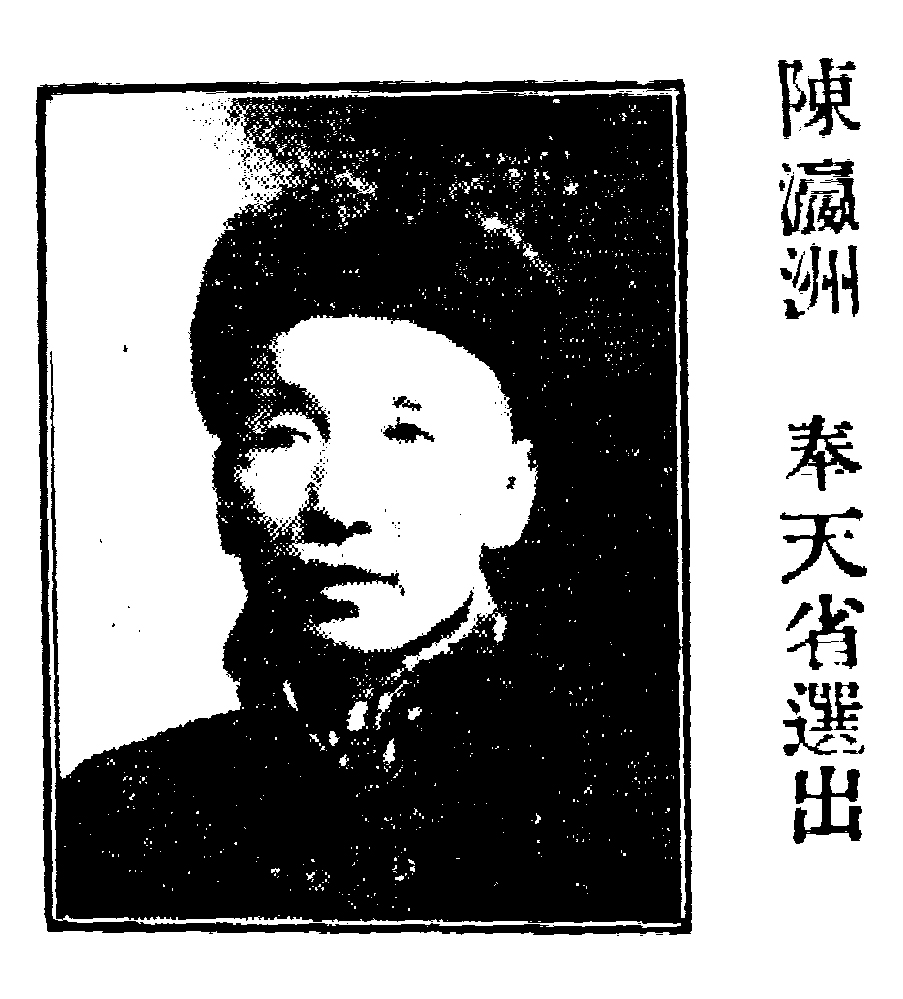

## 生平
他是清朝光绪甲午科（1894年）举人，分省补用知府。此后他历充铁岭巡警局总办，自治期成会正会长，奉天谘议局议员，资政院议员。他还是帝國憲政實進會会员。
中华民国成立后，他历充奉天省临时议会议员，国会参议院议员，政治会议议员，约法会议议员。他获授四等嘉禾章。
此后他的生平不详。

## 著作
- 沧桑集[2]